# Rawnez
Rawnez (auch Ravnets, bulgarisch Равнец, bulgarisch für Gemeine Schafgarbe) ist ein Dorf in der Gemeinde Burgas in der Oblast Burgas im Südosten Bulgariens.
Rawnez liegt in der Burgasebene, westlich des Burgas-Sees, ca. 20 westlich vom Stadtzentrum von Burgas. Die nächstgelegene Orte sich Bratowo und Trojanowo.
1913 nach dem Ausbruch des Zweiten Balkankrieges, als die türkische Armee Ostthrakien zurückeroberte, flüchtete die gesamte bulgarische Bevölkerung von Kavaklı nach Bulgarien. Flüchtlinge (siehe Thrakische Bulgaren) aus Kavaklı auch in und um Burgas angesiedelt, darunter 23 Familien in Rawnez.

## Militärflugplatz
Zwischen 1953 und 2001 wurde ein Militärflugplatz der bulgarischen Luftstreitkräfte in Rawnez betrieben. Die Ravnets Air Base (bulg. Авиобаза Равнец; ICAO: LBBR) war eine geheime Anlage, in der die 15. Staffel der bulgarischen Luftstreitkräfte basiert war. Obwohl der Stützpunkt geschlossen ist, wird er noch heute streng bewacht.